# Chailly-lès-Ennery
Chailly-lès-Ennery är en kommun i departementet Moselle i regionen Grand Est (tidigare regionen Lorraine) i nordöstra Frankrike. Kommunen ligger i kantonen Vigy som tillhör arrondissementet Metz-Campagne. År 2022 hade Chailly-lès-Ennery 404 invånare.

## Befolkningsutveckling
Antalet invånare i kommunen Chailly-lès-Ennery
| Referens: INSEE |